# NGC 6362
NGC 6362 ist ein galaktischer Kugelsternhaufen im Sternbild Altar am Südsternhimmel, der rund 25.000 Lichtjahre von der Sonne entfernt ist. NGC 6362 hat einen Durchmesser von 10′,7 und eine scheinbare Helligkeit von 8,9 mag. 
Das Objekt wurde 1826 von James Dunlop mit einem 9-Zoll-Spiegelteleskop entdeckt.

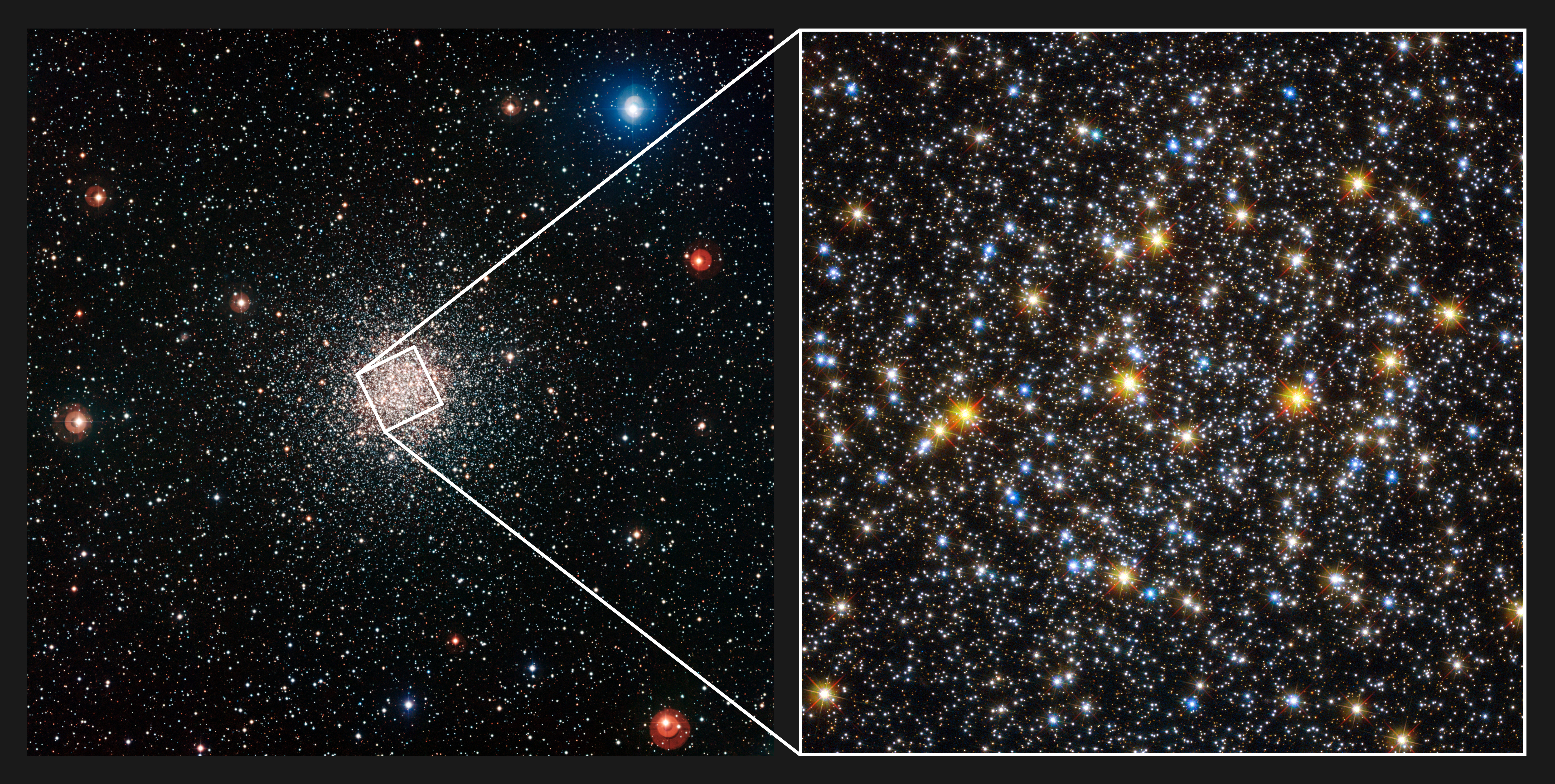
Studie des Zentrums mit dem Hubble-Weltraumteleskop